# Риана
Риа̀на (на английски: Rihanna, английско произношение: /riˈɑːnə/), родена като Робин Риана Фенти (Robyn Rihanna Fenty), е певица, актриса и модел от Барбадос.
Определена е от правителството на Барбадос за посланик по образованието, туризма и инвестициите (2018). Обявена е за национална героиня на Барбадос (2021). Състоянието ѝ според „Форбс“ е оценено на 1,7 милиарда щатски долара към 2017 г.
Печели много награди, включително „Грами“, „Изборът на публиката“, Teen Choice Awards, NRJ Awards, „Най-добър нов изпълнител“ в музикалните награди на MTV (2006), „Най-добър международен изпълнител на MuchMusic“ наградите (2006), както и няколко отличия от Световните музикални награди (2007) – за най-добре продаваната поп изпълнителка в света, и от Американските музикални награди (2008) – за любим Soul / R&B изпълнител и любима поп/рок изпълнителка. През януари 2010 г. получава 2 награди „Грами“ за 2009 г. заедно с Джей-Зи и Кени Уест за „Run This Town“, с което общият ѝ брой е 3 спечелени Грами.

## Биография

### 1988 – 2004: Ранен живот и начало на кариерата
Робин Риана Фенти е родена на 20 февруари 1988 г. в столичната енория (община) Сейнт Майкъл, Барбадос, в семейството на Моника Брейтуейт, пенсионирана счетоводителка, и Роналд Фенти, складов надзорник в шивашка фабрика. Майка ѝ, родом от Гвиана, е афро-гвианка, а баща ѝ е с барбадоско и ирландско потекло. Най-голямата от 3 деца, Риана има 2 братя, Рори и Ражад Фенти. Има и 2 полусестри и полубрат от страна на баща ѝ, всички родени от различни майки, преди бащата на Риана да се ожени за майка ѝ.
Риана израства н столицата Бриджтаун, слушайки реге. Започва да пее на около 7-годишна възраст. Детството ѝ е тясно свързано с пристрастеността на баща ѝ към крека, алкохола и марихуаната и бурния брак на родителите ѝ, приключил, когато тя е на 14. Израснала е в тристайно бунгало в Бриджтаун и е продавала дрехи с баща си на улична сергия. Посещавала е начално училище „Чарлз Ф. Бруум“, а после гимназия „Комбърмер“, където формира музикално трио с две от съученичките си. Риана е била кадет във военна програма, която обучавала военните в Барбадос, а певицата-композитор Шантал била неин сержант. Въпреки че първоначално иска да завърши гимназия, избира да преследва музикалната си кариера.
Преди да подпише с „Деф Джем Рекордингс“, Риана е открита в родната си страна от американския продеуцент Иън Роджърс. Двамата се срещат през декември 2003, чрез общи приятели на Риана и съпругата на Роджърс, докато двойката е на ваканция в Барбадос, Приятел на Риана казал на съпругата на Роджърс как амбициозната певица винаги пеела. След като се срещат за първи път, Роджъсрс моли Риана да дойде в хотелската му стая, където тя изпълнява интерпретации на „Emotion“ на „Destiny's Child“ и „Hero“ на Марая Кери. Интерпретациите на Риана впечатляват Роджърс, който след това я взема в Ню Йорк, където тя е придружавана от майка си Моника, за да запише няколко демо варианта, които могат да бъдат изпратени на музикални компании. Записването на демо вариантите отнема около година, защото Риана можела да записва само в училищните си ваканции. На 16-годишна възраст подписва със звукозаписната компания на Роджърс и Карл Стъркън, „Syndicated Rhythm Productions“, който става неин адвокат и мениджър, преди окончателният демо вариант да бъде разпространен в редица музикални компании по света, в края на 2004 г. Първият, който отговорил на демо варианта, бил Джей Зи, който бил назначен за президент и главен изпълнителен директор на „Деф Джем Рекордингс“. Риана се явява на прослушване при него и музикалния магнат L.A. Reid, в кабинета му.
По време на прослушването, Риана изпълнява кавъра на Уитни Хюстън на „For the love of you“, както и първия си сингъл „Pon de replay“ и „The last time“, които са написани и продуцирани от Роджърс и Стъркън, и можели да бъдат вкючени в дебютния ѝ албум „Music of the Sun“. Първоначално Джей Зи бил скептичен за подписването с Риана, след като почувствал, че „Pon de replay“ е прекалено голяма за нея, казвайки „когато една песен е толкова голяма, е трудно за (нов изпълнител) да се върне. Аз не подписвам с песни. Подписвам с изпълнители.“ Прослушването води Риана до подписване на договор за шест албума с Деф Джем Рекордингс през февруари 2005 г. В деня на прослушването Джей Зи казва: „Има само два начина да излезеш. Излизаш през вратата след като подпишеш договора. Или направо през прозореца...“, имайки предвид, че нямало да я пусне да си тръгне без договор. След като подписва с Деф Джем Рекордингс, Риана отказва срещи с други музикални компании и се мести от Барбадос в Ню Йорк, за да живее с Роджърс и съпругата му. Риана обяснява смисъла, който стои зад заглавието на албума, на Kidzworld, казвайки, че слънцето представлява родната ѝ карибска култура, както и самата нея, и че албума съдържа музика от културното ѝ наследство.

### 2005 – 2006: „Music of the Sun“ и „A girl like me“
След подписването с Def Jam, тя прекарва следващите три месеца в записване и попълване на дебютния си албум. Тя първо работи с рапъра Memphis Bleek. Издава дебютният си сингъл „Pon De Replay“, на 22 август 2005 г., който достигна номер две в „Билборд Горещите 100“ и класациите на Обединеното кралство. Тя се превръща в световен хит, когато достига топ десет в цели петнадесет страни. Нейният дебютен албум, Music Of The Sun, е издаден през август 2005 г. в САЩ. Албумът достига номер десет на „Билборд 200“, продавайки 69 000 копия през първата седмица. Албумът продава над два милиона копия по целия свят и получава Златен сертификат от Асоциация на звукозаписната индустрия на Америка, обозначаваща продажби от търговците на дребно в САЩ от над 500 000 единици.
Един месец след излизането на дебютния ѝ албум Риана започва да работи върху втория си студиен албум. Албумът съдържа аранжименти на продуцента Ивън Роджърс и Карл Стъркан. Водещият сингъл „SOS“, достига номер едно в „Билборд Горещите 100“, ставайки първия номер едно в САЩ. „A Girl Like Me "излиза през април 2006 г. по-малко от осем месеца след своя дебют. Албумът достига номер пет в класацията Билборд 200, продава 115 000 копия през първата седмица и е сертифициран от RIAA платина, като се доставят повече от един милион единици. В международен план, албумът достига номер едно Топ канадски албуми, пет от класация за албуми във Великобритания и номер пет на ирландски албуми.

### 2007 – 2008: Нов имидж и „Good Girl Gone Bad“
С третия си студиен албум, Good Girl Gone Bad (2007), Риана иска да се насочи в нова посока, с помощта на музиката на продуценти като Тимбаланд, Уил.ай.ем и Шон Гарет, както и с повторния си албум от композиции с пресни, ъптемпо песни и танци. Освен това тя приема по-секси стил. При записване на албума, в крайна сметка боядисва косата си в черно и я подстригва късо. Риана коментира: „Искам да накарам хората да танцуват. Ще почувствате всеки албум различен, както и на този етап аз се чувствам – искам да направя много ъптемпо песни.“. Албумът оглавява класациите в страни като Великобритания, Канада, Япония, Бразилия, Русия и Ирландия, и достига номер две в САЩ и Австралия. Всички сингли достигат върха – двадесет на „Билборд Горещите 100“ – включително в световен мащаб, а хит номер едно става „Umbrella“ с участието на Джей-Зи. Песента е с номер три в списъка на стоте най-добри песни на 2007 г., публикуван от списание Rolling Stone. Другите сингли от албума също участват в класациите на „Билборд Горещите 100“ – при това на много добри места.
С преиздаването на третия си албум, озаглавен Good Girl Gone Bad: Reloaded, който е публикуван през юни 2008, Риана пуска първия сингъл от повторното пускане „Take a Bow“ – който става световен номер едно хит. Дуетът ѝ с Maroon 5 – „If I Never See Your Face Again“ и „Disturbia.“ достигат до номер едно хитове в САЩ. Риана е номинирана в четири категории на MTV 2007 видео музикални награди, спечелвайки Monster сингъл на годината и видео на годината с „Disturbia“.

### 2009 – 2010: Случаят с домашното насилие, „Rated R“
На 8 февруари 2009, Риана трябва да участва в наградите „Грами“ (2009), но то е отменено. Минути преди изпълнението тогавашният ѝ приятел Крис Браун нанася побой върху певицата. След месеци прекарани в съда, на Крис Браун е наложена присъда да не се доближава Риана на по-малко от 10 метра. Заради този инцидент, певицата прекъсва кариерата си за кратко. Чак в края на 2009 тя се появява като главен герой в музикален клип на Кени Уест към песента „Paranoid“. Риана също така работи с Джей-Зи и Уест за „Run This Town“, който достигна номер две в „Билборд Горещите 100“, както и достигане на първите десет места в десет други страни. Песента печели Грами за най-добра песен. Риана изпълнява „Run This Town“, заедно с Джей-Зи и Уест за „Answer the Call“ – концерт Madison Square Garden през септември 2009 г., което го прави първото ѝ музикално изпълнение след кавгата с Браун.

### 2011: „Loud“
На 12 ноември 2010 излиза петият албум на Риана – „Loud“, който получава много добри отзиви от известни музикални критици. Албумът попада на трето място в класацията US Billboard 200. През първата седмица в САЩ са продадени над 207 000 копия на албума, а във Великобритания става един от най-продаваните. „Only Girl (In the World)“, „What's My Name?“ и „S&M“ са обявени за световни хитове. И трите сингъла достигат първо място в класацията US Billboard Hot 100.

### 2011: „Talk That Talk“
Шестият албум на Риана, „Talk That Talk“, е издаден на 21 ноември 2011 г.
В края на 2011 г. Риана е обявена за най-продавания изпълнител на годината във Великобритания, изпреварвайки Адел с разлика от 6000 копия.

### 2012 – 2014: „Unapologetic“
Седмият албум на певицата се казва „Unapologetic“ и излиза на 19 ноември 2012 г. Първият сингъл „Diamonds“, излиза на 27 септември 2012 г. и веднага става хит, заемайки първо място в класацията на „Билборд Горещите 100“. „Diamonds“ е дванадесетата песен на певицата, заела първо място в тази класация. Вторият сингъл от албума е „Stay“, в който Риана си партнира с Майки Еко. Третият сингъл е „Pour It Up“, който излиза на 8 януари 2013 г. Песента продава над 2 000 000 копия. В следващите месеци Риана пуска други няколко песни от албума, но само с радио версии като например „Loveeeeeee Song“ и „Right Now“. През октомври 2013 г. излиза песента „'What Now“.
По време на 56-ата церемония на наградите Грами, която се провежда на 26 януари 2014 г., Unapologetic печели Grammy Award за Best Urban Contemporary Album, с която Грами наградите на певицата стават осем. Към днешна дата албумът е продал повече от 5 100 000 копия по целия свят.

### 2016: Anti
Осмият и албум се казва „Anti“. Излиза на 28 януари в музикалната платформа „Tidal“ и бива пуснат за безплатно сваляне за 24 часа, като това е направено повече от 1 000 000 пъти. Първият сингъл „Work“( с участието на Дрейк) излиза на 27 януари и се превръща във световен хит и една от най-успешните песни през годината, оглавявайки класациите в множество страни включително САЩ, където пробяга 9 седмици на върховата позиция и се превърна във 14-ия и номер едно хит в страната,изпреварвайки Майкъл Джексън с неговите 13 хита номер едно,превръщайки се във четвъртия артист с най-много хитове в САЩ следвайки Бийтълс, Марая Кери и Елвис Пресли. Тя също е най-младият и бърз артист успяващ да ги събере на 28. Тя подписа сделка със Samsung за да популяризира техните продукти на стойност 25 милиона долара в замяна те да спонсорират предстоящото и пето световно турне което се проведе през цялата 2016г.и беше критичен и комерсиален успех. Следващите сингли от албума "Kiss it better", "Needed me" и "Love on the brain" са подобни големи успехи в международен план, последният от който се превръща във нейният 31-ти топ десет хит в САЩ. През същата година тя се включи и във сингъла на Калвин Харис "This is what you came for" освободен през лятото превръщайки се в огромен международен успех и изпълни смесица от различни хитови песни от кариерата си на четири отделни пъти на наградите на MTV vma's 2016 , където и се връчи наградата Michael Jackson Icon award в признание на нейната видеография. На наградите Грами 2017 тя е номинирана за шест отличия, включително Албум на годината за Anti и запис на годината за Work. Въпреки че беше един от фаворите за спечелването на награди, тя не взе ни то една за учуда на критиците, които го приписват заради голямата конкуренция между албумите на Адел и Бионсе от същата година. През 2017г. излизат три колаборации със нейното участие, а именно "Loyality" на Кендрик Ламар, което и донесе деветата награда Грами в кариерата и, "Wild thoughts" на Dj Khaled, песен която използва семпъл от "Maria" на Santana от 2000, ставайки световен успех. Последната песен на Риана првди да излезне във хиатус "Lemon" със едноименният рапър излезе през ноември , в която тя рапира. През 2020г. рапърът Party on flor пуска "Believe it, в който участва Риана правейки го първият сингъл със нейно участие от 3 години насам.

## Дискография

### Студийни албуми
- Music of the Sun (2005)
- A Girl Like Me (2006)
- Good Girl Gone Bad (2007)
- Rated R (2009)
- Loud (2010)
- Talk That Talk (2011)
- Unapologetic (2012)
- Anti (2016)

### Саундтраци
- Black Panther: Wakanda Forever – Music from and Inspired By (2022)

### Ремикс албуми
- Good Girl Gone Bad: The Remixes (2009)
- Rated R: Remixed (2010)

### Преиздания
- Good Girl Gone Bad: Reloaded (2008)

### Сингли
- Pon de Replay (2006)
- If It's Lovin' that You Want (2005)
- SOS (2006)
- Unfaithful (2006)
- We Ride (2006)
- Break It Off (2006)
- Umbrella (2007)
- Shut Up and Drive (2007)
- Hate That I Love You (2007)
- Don't Stop the Music (2007)
- Take a Bow (2008)
- If I Never See Your Face Again (2008)
- Disturbia (2008)
- Rehab (2008)
- Russian Roulette (2009)
- Hard (2009)
- Wait Your Turn (2009)
- Rude Boy (2010)
- Rockstar 101 (2010)
- Te Amo (2010)
- Only Girl (In the World) (2010)
- What's My Name? (2010)
- S&M (2011)
- California King Bed (2011)
- Man Down (2011)
- Cheers (Drink to That) (2011)
- We Found Love (2011)
- You da One (2011)
- Talk That Talk (2012)
- Princess of China (2012)
- Where Have You Been (2012)
- Diamonds (2012)
- Stay (2013)
- Pour It Up (2013)
- Right Now (2013)
- What Now (2013)
- FourFiveSeconds (2015)
- Bitch Better Have My Money (2015)
- Work (2016)
- Kiss It Better (2016)
- Needed Me (2016)
- Sledgehammer (2016)
- Love on the Brain (2016)
- Lift Me Up (2022)

### Видео албуми
- Good Girl Gone Bad Live (2008)
- Loud Tour Live at the O2 (2012)
- Rihanna 777 Documentary... 7Countries7Days7Shows (2013)

## Турнета
- Rihanna: Live in Concert Tour (2006)
- Good Girl Gone Bad Tour (2007 – 2009)
- Last Girl on Earth Tour (2010 – 2011)
- Loud Tour (2011)
- Diamonds World Tour (2013)
- The Monster Tour с участието на Eminem (2014)
- Anti World Tour (2016)

## Филмография
- Мажоретки: Всичко или нищо (2006)
- Battleship (2012)
- Това е краят (2013)
- Ани (2014)
- У дома (2015)
- Ocean's Eight (2018)

## Продукти
Аромати
- Reb'l Fleur (2011)
- Rebelle (2012)
- Nude (2012)
- 777 Nude by Rihanna Diamonds (2013)
- Rogue  by Rihanna (2013)
- Rogue Love by Rihanna (2014)
- Rouge Man by Rihanna (2014)
- Riri by Rihanna (2015)